# Ishy Bilady
O Tahiat Alalam (A'ishi Biladi ou Ishy Bilady Que a minha Nação viva para a posteridade) é o hino nacional dos Emirados Árabes Unidos. É cantado em árabe. Este hino foi seleccionado em 1996 depois de uma competição em que se procurou adaptar um poema ao hino que já existia apenas em música desde 1971. O compositor da música foi Arif asch-Schaich.